# Missões diplomáticas do Kosovo

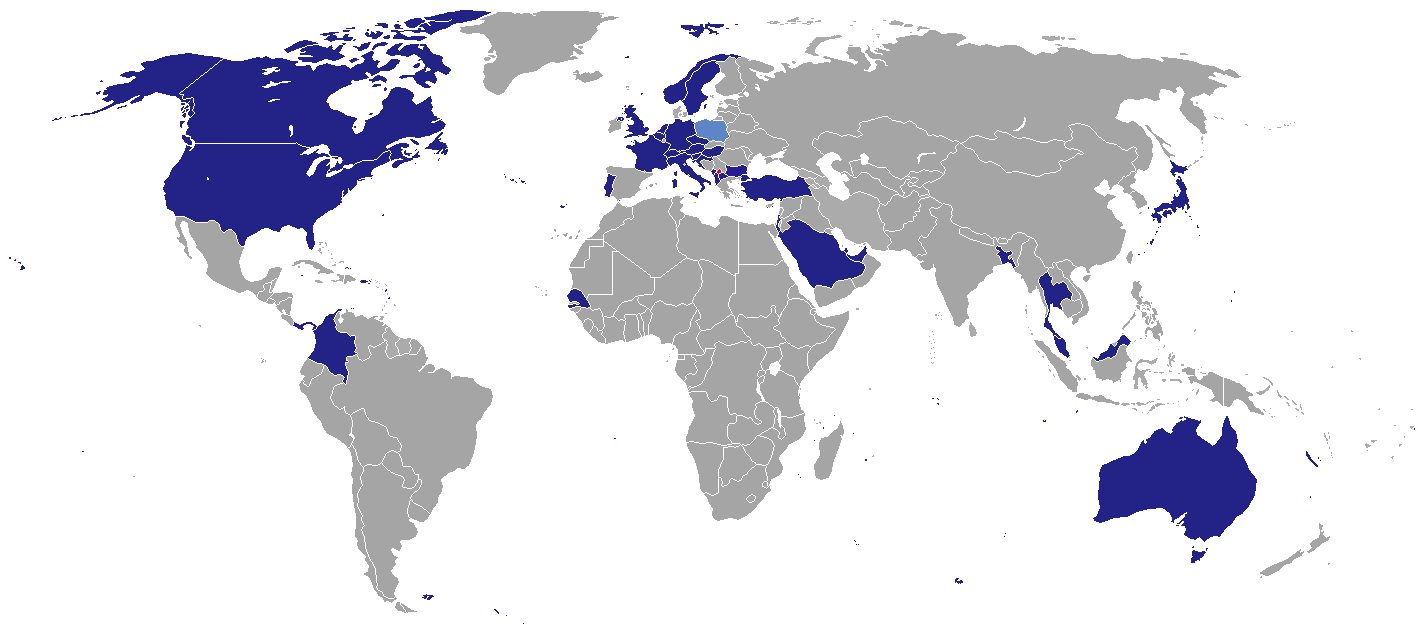
Mapa das missões diplomáticas de Kosovo.

Até 2012, 88 países reconheceram a Independência do Kosovo, quando foi declarada no dia 17 de fevereiro de 2008. 
Abaixo se encontram as embaixadas e consulados de Kosovo:

## Europa
- Albânia
  - Tirana (Embaixada)
- Alemanha
  - Berlim (Embaixada)
  - Frankfurt am Main (Consulado)
  - Estugarda (Consulado)
- Áustria
  - Viena (Embaixada)
- Bélgica
  - Bruxelas (Embaixada)
- Bulgária
  - Sófia (Embaixada)
- Croácia
  - Zagreb (Embaixada)
- Eslovênia
  - Liubliana (Embaixada)
- França
  - Paris (Embaixada)
- Hungria
  - Budapeste (Embaixada)
- Itália
  - Roma (Embaixada)
- Macedônia do Norte
  - Skopje (Embaixada)
- Países Baixos
  - Haia (Embaixada)
- Portugal
  - Lisboa (Embaixada)
- Reino Unido
  - Londres (Embaixada)
- Chéquia
  - Praga (Embaixada)
- Suécia
  - Estocolmo (Embaixada)
- Suíça 
  - Berna (Embaixada)
  - Genebra (Consulado)
  - Zurique (Consulado)

## América
- Estados Unidos
  - Washington, D.C. (Embaixada)
  - Nova Iorque (Consulado-Geral)

## Ásia
- Japão
  - Tóquio (Embaixada)
- Arábia Saudita
  - Riade (Embaixada)
- Tailândia
  - Bangkok (Embaixada)
- Turquia
  - Ancara (Embaixada)